# Daydreaming (Radiohead)
Daydreaming è un singolo del gruppo musicale britannico Radiohead, il secondo estratto dal nono album in studio A Moon Shaped Pool e pubblicato il 6 maggio 2016.

## Descrizione
Si tratta di uno dei brani più sperimentali del disco, caratterizzato da sonorità minimaliste con vari effetti sonori e elementi tratti dalla drone music.

## Video musicale
Il video, diretto dal regista Paul Thomas Anderson, mostra Thom Yorke attraversare varie porte che lo conducono in posti sempre diversi tra cui un hotel, una lavanderia, un minimarket e passaggi naturali.

## Tracce
1. Daydreaming – 6:24

## Classifiche
| Classifica (2016)  | Posizione massima |
| ------------------ | ----------------- |
| Australia          | 73                |
| Belgio (Vallonia)  | 96                |
| Francia            | 28                |
| Italia             | 88                |
| Portogallo         | 77                |
| Regno Unito        | 74                |
| Stati Uniti (rock) | 12                |